# 1. Division 2022-2023
La 1. Division 2022-2023 è stata 78ª edizione della seconda categoria del campionato danese di calcio.

## Stagione

### Novità
Al termine della stagione 2021-2022, l'Esbjerg e lo Jammerbugt sono state retrocesse in 2. Division, mentre l'Horsens e il Lyngby sono approdate in Superligaen. Al loro posto sono state promosse dalla 2. Division l'Hillerød e il Næstved, e sono state retrocesse dalla Superligaen il Vejle e il Sønderjyske.

### Formula
Prima fase
Le 12 squadre partecipanti si affrontano in un gironi di andata-ritorno, per un totale di 22 giornate.
Seconda fase
Il gruppo viene diviso in 2 gruppi da 6: il gruppo promozione (dalla 1ª alla 6ª classificata) e il gruppo retrocessione (dalla 7ª alla 12ª classificata) mantenendo i punti guadagnati nella prima fase.
Le squadre di ogni gruppo si affrontano 2 volte a testa.
Le squadre classificate al primo e al secondo posto ottengono la promozione in Superligaen 2023-2024.
Le ultime due classificate retrocederanno direttamente in 2. Division 2023-2024.

## Squadre partecipanti
| Club          | Stagione | Città            | Stadio                   | Stagione 2021-22         |
| ------------- | -------- | ---------------- | ------------------------ | ------------------------ |
| Fredericia    | dettagli | Fredericia       | Monjasa Park             | 5º posto in 1.Division   |
| Fremad Amager | dettagli | Amager           | Sundby Idrætspark        | 10º posto in 1.Division  |
| HB Køge       | dettagli | Køge             | Herfølge Stadion         | 7º posto in 1.Division   |
| Helsingør     | dettagli | Helsingør        | Helsingør Stadion        | 4º posto in 1.Division   |
| Hobro         | dettagli | Hobro            | DS Arena                 | 8º posto in 1.Division   |
| Hillerød      | dettagli | Hillerød         | Hillerød Stadium         | 2º posto in 2.Division   |
| Hvidovre      | dettagli | Hvidovre         | Hvidovre Stadium         | 3º posto in 1.Division   |
| Nykøbing      | dettagli | Nykøbing Falster | Nykøbing F. Idrætspark   | 6º posto in 1.Division   |
| Næstved       | dettagli | Næstved          | Næstved Stadio           | Vincitore 2.Division     |
| SønderjyskE   | dettagli | Haderslev        | Haderslev Fodboldstadion | 12º posto in Superligaen |
| Vejle         | dettagli | Vejle            | Vejle Stadion            | 11º posto in Superligaen |
| Vendsyssel    | dettagli | Vendsyssel       | Hjørring Stadion         | 9º posto in 1.Division   |

## Prima fase

### Classifica
|  | Pos. | Squadra       | Pt | G  | V  | N | P  | GF | GS | DR  |
|  | ---- | ------------- | -- | -- | -- | - | -- | -- | -- | --- |
|  | 1.   | Vejle         | 50 | 22 | 16 | 2 | 4  | 47 | 20 | +27 |
|  | 2.   | Hvidovre      | 44 | 22 | 13 | 5 | 4  | 50 | 28 | +22 |
|  | 3.   | Helsingør     | 37 | 22 | 12 | 1 | 9  | 32 | 35 | -3  |
|  | 4.   | SønderjyskE   | 35 | 22 | 10 | 5 | 7  | 41 | 29 | +12 |
|  | 5.   | Vendsyssel    | 33 | 22 | 10 | 3 | 9  | 35 | 31 | +4  |
|  | 6.   | Næstved       | 32 | 22 | 8  | 8 | 6  | 32 | 26 | +6  |
|  | 7.   | Hillerød      | 31 | 22 | 9  | 4 | 9  | 29 | 35 | -6  |
|  | 8.   | HB Køge       | 25 | 22 | 7  | 4 | 11 | 29 | 33 | -4  |
|  | 9.   | Hobro         | 23 | 22 | 5  | 8 | 9  | 19 | 30 | -11 |
|  | 10.  | Fremad Amager | 23 | 22 | 7  | 2 | 13 | 26 | 44 | -18 |
|  | 11.  | Fredericia    | 21 | 22 | 6  | 3 | 13 | 29 | 40 | -11 |
|  | 12.  | Nykøbing      | 17 | 22 | 4  | 5 | 13 | 26 | 44 | -18 |

Legenda:
      ammesso ai play-off promozione
      ammesso ai play-out retrocessione 
Note:

Tre punti a vittoria, uno a pareggio, zero a sconfitta.

### Risultati
Le partite autunnali si sono concluse il 26 novembre e sono riprese dopo la pausa invernale a partire dal 4 marzo.
|               | Fre  | FrA  | Køg  | Hel  | Hil  | Hob  | Hvi  | Nyk  | Næs  | Son  | Vej  | Ven  |
| ------------- | ---- | ---- | ---- | ---- | ---- | ---- | ---- | ---- | ---- | ---- | ---- | ---- |
| Fredericia    | –––– | 2-1  | 3-0  | 4-1  | 0-2  | 0-0  | 1-2  | 0-1  | 0-1  | 1-3  | 0-1  | 2-0  |
| Fremad Amager | 3-3  | –––– | 2-3  | 0-1  | 1-0  | 2-1  | 1-4  | 1-0  | 0-0  | 1-0  | 1-2  | 2-3  |
| HB Køge       | 0-1  | 3-0  | –––– | 2-4  | 0-1  | 0-0  | 1-3  | 4-0  | 1-1  | 1-4  | 0-0  | 1-2  |
| Helsingør     | 3-2  | 4-0  | 1-4  | –––– | 2-0  | 2-1  | 0-3  | 1-0  | 1-2  | 1-0  | 0-6  | 0-0  |
| Hillerød      | 2-1  | 3-0  | 0-2  | 0-2  | –––– | 2-2  | 1-1  | 3-1  | 2-0  | 1-5  | 0-2  | 2-0  |
| Hobro         | 1-3  | 1-0  | 0-1  | 1-0  | 1-1  | –––– | 2-2  | 2-1  | 0-0  | 0-3  | 3-0  | 3-1  |
| Hvidovre      | 3-2  | 5-1  | 1-0  | 0-1  | 3-1  | 6-0  | –––– | 3-1  | 0-4  | 2-1  | 1-1  | 3-1  |
| Nykøbing      | 2-2  | 0-3  | 4-2  | 3-0  | 1-1  | 1-1  | 0-2  | –––– | 1-1  | 2-3  | 4-5  | 1-3  |
| Næstved       | 5-0  | 2-3  | 1-1  | 2-3  | 2-0  | 2-0  | 2-2  | 3-0  | –––– | 0-0  | 0-2  | 3-0  |
| SønderjyskE   | 4-0  | 2-1  | 3-1  | 0-4  | 2-3  | 0-0  | 3-2  | 1-1  | 1-1  | –––– | 0-1  | 2-2  |
| Vejle         | 3-1  | 4-1  | 1-2  | 1-0  | 2-3  | 2-0  | 3-1  | 2-0  | 6-0  | 2-1  | –––– | 1-0  |
| Vendsyssel    | 2-1  | 1-2  | 1-0  | 4-1  | 5-1  | 1-0  | 1-1  | 1-2  | 3-0  | 2-3  | 2-0  | –––– |

## Seconda fase

### Play-off promozione

#### Classifica finale
|  | Pos. | Squadra     | Pt | G  | V  | N  | P  | GF | GS | DR  |
|  | ---- | ----------- | -- | -- | -- | -- | -- | -- | -- | --- |
|  | 1.   | Vejle       | 67 | 32 | 20 | 7  | 5  | 61 | 30 | +31 |
|  | 2.   | Hvidovre    | 58 | 32 | 17 | 7  | 8  | 65 | 41 | +24 |
|  | 3.   | SønderjyskE | 56 | 32 | 16 | 8  | 8  | 60 | 45 | +15 |
|  | 4.   | Vendsyssel  | 46 | 32 | 13 | 7  | 12 | 48 | 43 | +5  |
|  | 5.   | Næstved     | 43 | 32 | 11 | 10 | 11 | 50 | 48 | +2  |
|  | 6.   | Helsingør   | 42 | 32 | 13 | 3  | 16 | 47 | 56 | -9  |

Legenda:
      promossa in Superligaen 2023-2024
Note:

Tre punti a vittoria, uno a pareggio, zero a sconfitta.

#### Risultati
|             | Hel  | Hvi  | Næs  | Søn  | Vej  | Ven  |
| ----------- | ---- | ---- | ---- | ---- | ---- | ---- |
| Helsingør   | –––– | 0-1  | 4-2  | 4-5  | 1-1  | 0-0  |
| Hvidovre    | 3-2  | –––– | 2-3  | 1-2  | 0-1  | 0-0  |
| Næstved     | 2-1  | 3-2  | –––– | 3-3  | 1-1  | 2-3  |
| SønderjyskE | 3-2  | 0-3  | 1-0  | –––– | 1-1  | 1-1  |
| Vejle       | 2-1  | 0-0  | 3-1  | 1-2  | –––– | 4-3  |
| Vendsyssel  | 2-0  | 2-3  | 2-1  | 0-1  | 0-0  | –––– |

### Classifica finale
|  | Pos. | Squadra       | Pt | G  | V  | N  | P  | GF | GS | DR  |
|  | ---- | ------------- | -- | -- | -- | -- | -- | -- | -- | --- |
|  | 7.   | Fredericia    | 45 | 32 | 13 | 6  | 13 | 54 | 50 | +4  |
|  | 8.   | HB Køge       | 44 | 32 | 13 | 5  | 14 | 50 | 51 | -1  |
|  | 9.   | Hillerød      | 41 | 32 | 12 | 5  | 15 | 37 | 51 | -14 |
|  | 10.  | Hobro         | 38 | 32 | 9  | 11 | 12 | 33 | 42 | -9  |
|  | 11.  | Fremad Amager | 34 | 32 | 10 | 4  | 18 | 38 | 60 | -22 |
|  | 12.  | Nykøbing      | 23 | 32 | 6  | 5  | 21 | 43 | 73 | -30 |

Legenda:
      retrocessa in 2. Division 2023-2024 
Note:

Tre punti a vittoria, uno a pareggio, zero a sconfitta.

#### Risultati
|               | Fre  | FrA  | Hil  | Hob  | Køg  | Nyk  |
| ------------- | ---- | ---- | ---- | ---- | ---- | ---- |
| Fredericia    | –––– | 0-0  | 4-0  | 2-2  | 6-1  | 2-0  |
| Fremad Amager | 1-3  | –––– | 1-0  | 1-1  | 0-1  | 4-3  |
| Hillerød      | 1-2  | 1-0  | –––– | 0-0  | 1-0  | 2-0  |
| Hobro         | 0-1  | 1-2  | 2-1  | –––– | 0-2  | 3-1  |
| HB Køge       | 2-2  | 4-2  | 2-0  | 1-3  | –––– | 3-1  |
| Nykøbing      | 1-5  | 2-1  | 5-2  | 1-2  | 3-5  | –––– |

## Statistiche

### Record
- Maggior numero di vittorie:  Vejle  (20)
- Minor numero di vittorie:  Nykøbing  (6)
- Maggior numero di pareggi:  Hobro  (11)
- Minor numero di pareggi:  Helsingør (3)
- Maggior numero di sconfitte:  Nykøbing (21)
- Minor numero di sconfitte:   Vejle(5)
- Miglior attacco:  Hvidovre  (65 gol fatti)
- Peggior attacco:  Hobro  (33 gol fatti)
- Miglior difesa:  Vejle  (30 gol subiti)
- Peggior difesa:  Nykøbing  (73 gol subiti)
- Miglior differenza reti:  Vejle (+31)
- Peggior differenza reti:  Nykøbing  (-30)

### Classifica marcatori
| Gol |  |  | Giocatore               | Squadra     |
| --- |  |  | ----------------------- | ----------- |
| 16  |  |  | Emil Frederiksen        | Sønderjyske |
| 15  |  |  | Yousef Salech           | Køge        |
| 14  |  |  | Wessam Abou Ali         | Vendsyssel  |
| 13  |  |  | Luca Kjerrumgaard       | Nykøbing    |
| 12  |  |  | Nicklas Rojkjaer        | Fredericia  |
| 11  |  |  | Marcus Lindberg         | Hvidovre    |
| 11  |  |  | Adam Jakobsen           | Fredericia  |
| 10  |  |  | Louicius Deedson        | Hobro       |
| 10  |  |  | Fredrik Carlsen         | Hvidovre    |
| 10  |  |  | Alexander Lyng          | Helsingor   |
| 10  |  |  | Lasse Steffensen        | Vendsyssel  |
| 9   |  |  | Callum McCowatt         | Helsingor   |
| 9   |  |  | Peter Buch Christiansen | Sønderjyske |
| 9   |  |  | Mileta Rajović          | Naestved    |
| 9   |  |  | Kristian Kirkegaard     | Vejle       |
| 9   |  |  | Joachim Rothmann        | Køge        |